# Hermann Michel
Pour les articles homonymes, voir Hermann Michel (homonymie) et Michel.
Hermann Michel, parfois également connu sous le pseudonyme « le prêcheur » (23 avril 1912, Holzheim en Bavière- présumé décédé le 8 août 1984 en Égypte ), était un  SS-Oberscharführer qui participa à l'euthanasie forcée des malades mentaux menée dans le cadre de l'Aktion T4 et à l'extermination des Juifs à Sobibor au cours de l'opération Reinhard.

## Biographie
Au milieu des années 1930, Michel travaille comme infirmier au centre médical de Berlin-Buch. À la fin de la décennie, il est infirmier-en chef au centre de mise à mort de Hartheim où sont assassinés, par gazage ou injection létale, des malades mentaux dans le cadre du programme d'euthanasie forcée mise en place par le régime nazi ; il y travaille notamment avec Franz Stangl et  Christian Wirth.
Lorsqu'en avril 1942 le SS-Obersturmführer est nommé commandant du camp, il désigne Hermann Michel comme commandant-adjoint vraisemblablement grâce à leur précédente relation dans le cadre de l'Aktion T4 et à l'expérience de Michel dans le programme d'euthanasie forcée des malades mentaux.
Michel est décrit comme un homme élancés et gracieux, aux mires délicats et à la voix agréable. Les discours polis et raffinés qu'il adresse aux déportés lui valent le surnom de « prêcheur ».
Ada Lichtman, un survivant de Sobibór décrit l'accueil des déportés:

« Nous avons entendu mot pour mot les propos de Michel, debout sur une petite table, essayant de convaincre les déportés pour les calmer. Il leur  promet qu'après les bains, leurs affaires personnelles leur seront restituées et qu'il était temps pour les Juifs de devenir des éléments productifs. Pour l'instant, ils seront conduits dans le commissariat général d'Ukraine pour y vivre et y travailler. Ce discours suscite la confiance et l'enthousiasme des déportés, dont certains applaudissent, dansent et chantent. »

Après de discours rassurant, les déportés assez rassurés sont immédiatement amenés à se séparer de leurs objets de valeur, forcés de se déshabiller et pour les femmes, conduites dans un baraquement où l'on leur coupe les cheveux, ces opérations précédant l'envoi forcé vers les chambres à gaz.
Le SS-Oberscharführer Kurt Bolender, commandant du camp III, réservé aux opérations d'extermination proprement dites, témoigne lors de son procès du déroulement du processus :

« Avant que les Juifs ne se déshabillent, Michel leur adresse un discours. À cette occasion, il porte généralement une blouse blanche pour donner l'impression qu'il est médecin. Il annonce aux déportés qu'ils vont être envoyés au travail,Sobibor n'étant qu'une étape de transit. Mais avant ce transfert, ils doivent prendre un bain et être désinfectés, pour prévenir la dissémination de maladies...  Après s'être déshabillés, les déportés sont amenés au « boyau », un chemin clos qui conduit directement aux chambres à gaz. Ils sont entassés dans les chambres à gaz par les gardiens supplétifs ukrainiens et non par le personnel allemand...  Après leur entrée dans les chambres à gaz, les portes sont refermées par les gardes ukrainiens.... Le moteur produisant les gaz asphyxiants est ensuite mis en marche par un Ukrainien appelé Émil et par un chauffeur allemand, Erich Bauer. Une fois le gazage terminé, les portes sont ouvertes et les cadavres en sont extraits par des Arbeitsjuden.... »

Le 14 octobre 1943, une insurrection réussie permet à bon nombre de déportés de s'évader du camp. Cette révolte entraîne le démantèlement du camp et partant l'arrêt des opérations de l'opération Reinhard.
Les 125 survivants de la garde du camp sont envoyés dans la région de Trieste afin de participer à la lutte contre les partisans, mission particulièrement dangereuse.
Lors de son incarcération en 1971, Stangl accorde une série d'entretiens à Gitta Sereny ; lors de ceux-ci, il affirme notamment que « Nous étions embarrassants pour nos supérieur, qui cherchaient tous les moyens pour nous éliminer ». Il pense que Hermamn Michel a survécu au conflit et s'est réfugié en Égypte.
Il est possible qu'il y soit décédé le 8 août 1984, mais ce décès n'a pas été prouvé.